# كامارو عثمان
كامارو عثمان (بالإنجليزية: Kamaru Usman؛ مواليد 11 مايو 1987) هو مُقاتل فنون قتالية مختلطة نيجيري أمريكي، مصارع حر سابق ومصارع جامعي معتزل. يُنافس حاليًا في فئة الوزن المتوسط في يو إف سي، حيث كان بطل يو إف سي لوزن الوسط السابق. عثمان هو أيضًا الفائز في بطولة المقاتل النهائي 21. اعتبارًا من 13 مايو 2025، احتل المرتبة الخامسة في تصنيفات يو إف سي لوزن الوسط.
كمصارع حر، نافس عثمان في المقام الأول في وزن 84 كيلوغرام (185 رطل)، وكان عضوًا في الفريق العالمي لجامعة الولايات المتحدة لعام 2010. في المصارعة الجامعية، نافس في وزن 174 رطل (79 كـغ)، وكان بطل 2010 الرابطة الوطنية لرياضة الجامعات الدرجة الثانية، وبطل ثلاث مرات الرابطة الوطنية لرياضة الجامعات الدرجة الثانية لكل الأمريكيين، وتأهل إلى الرابطة الوطنية لبطولة المصارعة بين الكليات لألعاب القوى.

## مسيرته فنون القتال المختلطة

### مسيرته الإحترافية في فنون القتال المختلطة
في عام 2011، عمل عثمان كمدرب مصارعة لفريق ميلر في الموسم الرابع عشر من المقاتل النهائي. بعد فشله في التأهل لبطولات الفرق الأولمبية الأمريكية لعام 2012 في المصارعة الحرة، ظهر عثمان لأول مرة في فنون القتال المختلطة الاحترافية في نوفمبر 2012. قام بتجميع رقم من 5–1، حيث نافس على العديد من المنظمات الإقليمية قبل تجربته في المقاتل النهائي في أوائل عام 2015.

### المقاتل النهائي
في فبراير 2015 ، أُعلن أن عثمان كان أحد المقاتلين الذين تم اختيارهم ليكونوا في المقاتل النهائي 21.

### يو إف سي

#### 2015
في أول ظهور رسمي له مقاتل في يو إف سي، واجه عثمان البطل المستقبلي ليون إدواردز في 19 ديسمبر 2015، في يو إف سي على فوكس 17. وفاز بالنزال بقرار جماعي من الحكام.

#### 2023
جرى النزال الثالث بين عثمان وإدواردز في 18 مارس 2023، في يو إف سي 286 لبطولة يو إف سي لوزن الوسط. خسر النزال بقرار الأغلبية.
تدخل عثمان في غضون 10 أيام، ليحل محل المصاب باولو كوستا، لمواجهة حمزة شيماييف في نزال في الوزن المتوسط في 21 أكتوبر 2023، في حدث يو إف سي 294، والتي كانت أيضًا أول ظهور لعثمان في الوزن المتوسط في الفنون القتالية المختلطة. لقد خسر النزال بقرار الأغلبية.

#### 2025
بعد توقف دام عامين، عاد عثمان وواجه خواكين باكلي في 14 يونيو 2025 في الحدث الرئيسي لحدث يو إف سي على إي إس بي إن 69. فاز في القتال بقرار القضاة بالإجماع. حصل على القتال مكافأة قتال الليلة مرة أخرى.

## حياته الشخصية
وُلد عثمان لأب مسلم وأم مسيحية، ويُعرف عثمان بأنه مسلم. والده، محمد ناصر عثمان، الذي أدين سابقًا في مقاطعة تارانت بتهمة السرقة والقيادة تحت تأثير الكحول، أدين في مايو 2010 بجرائم من بينها الاحتيال في مجال الرعاية الصحية وغسيل الأموال. وحُكم عليه بالسجن 15 عامًا ودفع 1،300،000 دولار كتعويض. تم إطلاق سراحه من المؤسسة الإصلاحية الفدرالية، سيغوفيل في 16 مارس 2021.
لكامارو ابنة ولدت عام 2014.
كامارو لديه شقيق أصغر اسمه محمد الذي كان أيضًا في المقاتل النهائي، في فئة الوزن الثقيل، وفاز بعقد يو إف سي وأصبح أول شقيقين يقومان بذلك.
كان عثمان ضيفًا في فيلم النمر الأسود: واكاندا للأبد (2022)، حيث لعب دور ضابط بحري.

## سجل الفنون القتالية المختلطة
| السجل المهني |        |         |
| 25 نزال      | 21 فوز | 4 خسارة |
| ضربة قاضية   | 9      | 1       |
| إخضاع        | 1      | 1       |
| قرار القضاة  | 11     | 2       |

| النتيجة | السجل | الخصم             | الطريقة                    | الحدث                                            | التاريخ        | الجولة | الوقت | المكان                                   | الملاحظات                                                                                        |
| ------- | ----- | ----------------- | -------------------------- | ------------------------------------------------ | -------------- | ------ | ----- | ---------------------------------------- | ------------------------------------------------------------------------------------------------ |
| فاز     | 21–4  | خواكين باكلي      | قرار القضاة (بالإجماع)     | يو إف سي على إي إس بي إن: عثمان ضد باكلي         | 14 يونيو 2025  | 5      | 5:00  | أتلانتا، جورجيا، الولايات المتحدة        | العودة لوزن الوسط. قتال الليلة.                                                                  |
| خسر     | 20–4  | حمزة شيماييف      | قرار الحكام (بالأغلبية)    | يو إف سي 294                                     | 21 أكتوبر 2023 | 3      | 5:00  | أبو ظبي، الإمارات العربية المتحدة        | أول ظهور في الوزن المتوسط. الفائز سيقاتل على لقب بطولة يو إف سي للوزن المتوسط.                   |
| خسر     | 20–3  | ليون إدواردز      | قرار الحكام (بالأغلبية)    | يو إف سي 286                                     | 18 مارس 2023   | 5      | 5:00  | لندن، إنجلترا                            | على لقب بطولة يو إف سي لوزن الوسط. تم خصم نقطة واحدة من إدواردز في الجولة 3 بسبب التمسك بالسياج. |
| خسر     | 20–2  | ليون إدواردز      | ضربة قاضية (ركلة للرأس)    | يو إف سي 278                                     | 20 أغسطس 2022  | 5      | 4:04  | سولت لايك سيتي، يوتا، الولايات المتحدة   | خسر لقب بطولة يو إف سي لوزن الوسط.                                                               |
| فاز     | 20–1  | كولبي كوفنغتون    | قرار الحكام (بالإجماع)     | يو إف سي 268                                     | 6 نوفمبر 2021  | 5      | 5:00  | مدينة نيويورك، نيويورك، الولايات المتحدة | دافع عن لقب بطولة يو إف سي لوزن الوسط.                                                           |
| فاز     | 19–1  | خورخي ماسفيدال    | ضربة قاضية (لكمة)          | يو إف سي 261                                     | 24 أبريل 2021  | 2      | 1:02  | جاكسونفيل، فلوريدا، الولايات المتحدة     | دافع عن لقب بطولة يو إف سي لوزن الوسط. أداء الليلة.                                              |
| فاز     | 18–1  | غيلبرت بورنس      | ضربة فنية قاضية (باللكمات) | يو إف سي 258                                     | 13 فبراير 2021 | 3      | 0:34  | لاس فيغاس، نيفادا، الولايات المتحدة      | دافع عن لقب بطولة يو إف سي لوزن الوسط. أداء الليلة.                                              |
| فاز     | 17–1  | خورخي ماسفيدال    | قرار الحكام (بالإجماع)     | يو إف سي 251                                     | 12 يوليو 2020  | 5      | 5:00  | أبو ظبي، الإمارات العربية المتحدة        | دافع عن لقب بطولة يو إف سي لوزن الوسط.                                                           |
| فاز     | 16–1  | كولبي كوفنغتون    | ضربة فنية قاضية (باللكمات) | يو إف سي 245                                     | 14 ديسمبر 2019 | 5      | 4:10  | لاس فيغاس، نيفادا، الولايات المتحدة      | دافع عن لقب بطولة يو إف سي لوزن الوسط. نزال الليلة.                                              |
| فاز     | 15–1  | تايرون وودلي      | قرار الحكام (بالإجماع)     | يو إف سي 235                                     | 2 مارس 2019    | 5      | 5:00  | لاس فيغاس، نيفادا، الولايات المتحدة      | فاز بلقب بطولة يو إف سي لوزن الوسط.                                                              |
| فاز     | 14–1  | رافاييل دوس أنجوس | قرار الحكام (بالإجماع)     | المقاتل النهائي: الضاربون الثقيلون               | 30 نوفمبر 2018 | 5      | 5:00  | لاس فيغاس، نيفادا، الولايات المتحدة      | أداء الليلة.                                                                                     |
| فاز     | 13–1  | داميان مايا       | قرار الحكام (بالإجماع)     | يو إف سي ليلة القتال: مايا ضد عثمان              | 19 مايو 2018   | 5      | 5:00  | سانتياغو، تشيلي                          |                                                                                                  |
| فاز     | 12–1  | إميل ويبر ميك     | قرار الحكام (بالإجماع)     | يو إف سي ليلة القتال: ستيفنس ضد تشوي             | 14 يناير 2018  | 3      | 5:00  | سانت لويس، ميزوري، الولايات المتحدة      |                                                                                                  |
| فاز     | 11–1  | سيرجيو مورايس     | ضربة قاضية (لكمة)          | يو إف سي ليلة القتال: روكهولد ضد برانتش          | 16 سبتمبر 2017 | 1      | 2:48  | بيتسبرغ، بنسلفانيا، الولايات المتحدة     |                                                                                                  |
| فاز     | 10–1  | شون ستريكلاند     | قرار الحكام (بالإجماع)     | يو إف سي 210                                     | 8 أبريل 2017   | 3      | 5:00  | بوفالو، نيويورك، الولايات المتحدة        |                                                                                                  |
| فاز     | 9–1   | وارلي ألفيس       | قرار الحكام (بالإجماع)     | يو إف سي ليلة القتال: بدر ضد نوغيرا 2            | 19 نوفمبر 2016 | 3      | 5:00  | ساو باولو، البرازيل                      |                                                                                                  |
| فاز     | 8–1   | ألكسندر ياكوفليف  | قرار الحكام (بالإجماع)     | يو إف سي على فوكس: هولم ضد شيفتشينكو             | 23 يوليو 2016  | 3      | 5:00  | شيكاغو، إلينوي، الولايات المتحدة         | تم خصم نقطة واحدة من ياكوفليف في الجولة الأولى لتمسكه بالقفص.                                    |
| فاز     | 7–1   | ليون إدواردز      | قرار الحكام (بالإجماع)     | يو إف سي على فوكس: دوس أنجوس ضد كاوبوي 2         | 19 ديسمبر 2015 | 3      | 5:00  | أورلاندو فلوريدا، الولايات المتحدة       |                                                                                                  |
| فاز     | 6–1   | حيدر حسن          | إخضاع (خنق مثلث الذراع)    | المقاتل النهائي: أفضل فريق أمريكي ضد بلاكزيليانز | 12 يوليو 2015  | 2      | 1:19  | لاس فيغاس، نيفادا، الولايات المتحدة      | فاز ببطولة المقاتل النهائي 21 لوزن الوسط.                                                        |
| فاز     | 5–1   | ماركوس هيكس       | ضربة فنية قاضية (باللكمات) | إرث إف سي 33                                     | 18 يوليو 2014  | 2      | 5:00  | ألين، تكساس، الولايات المتحدة            |                                                                                                  |
| فاز     | 4–1   | ليني لوفوتو       | ضربة فنية قاضية (باللكمات) | إرث إف سي 30                                     | 4 أبريل 2014   | 3      | 1:04  | ألباكركي، نيو مكسيكو، الولايات المتحدة   |                                                                                                  |
| فاز     | 3–1   | ستيفن رودريغيز    | ضربة فنية قاضية (باللكمات) | إرث إف سي 27                                     | 31 يناير 2014  | 1      | 1:31  | هيوستن، تكساس، الولايات المتحدة          |                                                                                                  |
| فاز     | 2–1   | راشد عبدالله      | ضربة فنية قاضية (باللكمات) | ڤي إف سي 41                                      | 14 ديسمبر 2013 | 1      | 3:49  | رالستون، نبراسكا، الولايات المتحدة       | نزال في وزن غير محدد (180 رطل).                                                                  |
| خسر     | 1–1   | خوسيه كاسيريس     | إخضاع (خنق خلفي عاري)      | سي إف إيه 11                                     | 24 مايو 2013   | 1      | 3:47  | كورال غيبلز، فلوريدا، الولايات المتحدة   |                                                                                                  |
| فاز     | 1–0   | ديفيد جلوفر       | ضربة فنية قاضية (باللكمات) | آر إف إيه 5                                      | 30 نوفمبر 2012 | 2      | 4:50  | كيارني، نبراسكا، الولايات المتحدة        | أول ظهور في وزن الوسط.                                                                           |

| السجل الاستعراضي |       |         |
| 2 نزال           | 2 فوز | 0 خسارة |
| بقرار الحكام     | 2     | 0       |

| النتيجة | السجل | الخصم         | الطريقة                 | الحدث                                            | التاريخ                     | الجولة | الوقت | المكان                                | الملاحظات                          |
| ------- | ----- | ------------- | ----------------------- | ------------------------------------------------ | --------------------------- | ------ | ----- | ------------------------------------- | ---------------------------------- |
| فاز     | 2–0   | ستيف كارل     | قرار الحكام (بالإجماع)  | المقاتل النهائي: أفضل فريق أمريكي ضد بلاكزيليانز | 17 يونيو 2015 (تاريخ العرض) | 2      | 5:00  | بوكا راتون، فلوريدا، الولايات المتحدة | جولة نصف نهائي المقاتل النهائي 21. |
| فاز     | 1–0   | ميخائيل غريفز | قرار الحكام (بالأغلبية) | المقاتل النهائي: أفضل فريق أمريكي ضد بلاكزيليانز | 22 أبريل 2015 (تاريخ العرض) | 2      | 5:00  | بوكا راتون، فلوريدا، الولايات المتحدة | جولة ربع نهائي المقاتل النهائي 21. |

## نزالات الدفع مقابل المشاهدة
| #               | الحدث           | النزال              | التاريخ         | المكان                                     | المدينة                                  | المبلغ    |
| --------------- | --------------- | ------------------- | --------------- | ------------------------------------------ | ---------------------------------------- | --------- |
| 1.              | يو إف سي 245    | عثمان ضد كوفنغتون   | 14 ديسمبر 2019  | تي موبايل أرينا                            | باراديس، نيفادا، الولايات المتحدة        | لم يكشف   |
| 2.              | يو إف سي 251    | عثمان ضد ماسفيدال   | 12 يوليو 2020   | منتدى فلاش                                 | أبو ظبي، الإمارات العربية المتحدة        | 1،300،000 |
| 3.              | يو إف سي 258    | عثمان ضد بورنس      | 13 فبراير 2021  | يو إف سي أبيكس                             | إنتربرايز، نيفادا، الولايات المتحدة      | لم يكشف   |
| 4.              | يو إف سي 261    | عثمان ضد ماسفيدال 2 | 24 أبريل 2021   | الساحة التذكارية للمحاربين القدامى في ستار | جاكسونفيل، فلوريدا، الولايات المتحدة     | 700،000   |
| 5.              | يو إف سي 268    | عثمان ضد كوفنغتون 2 | 6 نوفمبر 2021   | ماديسون سكوير جاردن                        | مدينة نيويورك، نيويورك، الولايات المتحدة | 700،000   |
| 6.              | يو إف سي 278    | عثمان ضد إدواردز 2  | 20 أغسطس 2022   | فيفينت أرينا                               | سولت لايك سيتي، يوتا، الولايات المتحدة   | لم يكشف   |
| 7.              | يو إف سي 286    | إدواردز ضد عثمان 3  | 18 مارس 2023    | ذا أوه2 أرينا                              | لندن، إنجلترا، المملكة المتحدة           | لم يكشف   |
| إجمالي المبيعات | إجمالي المبيعات | إجمالي المبيعات     | إجمالي المبيعات | إجمالي المبيعات                            | إجمالي المبيعات                          | 2،700،000 |

## وصلات خارجية
- كامارو عثمان على موقع IMDb (الإنجليزية)
- كامارو عثمان على موقع قاعدة بيانات الفيلم (الإنجليزية)
- كامارو عثمان على موقع يو إف سي (الإنجليزية)
- كامارو عثمان على موقع شيردوغ (الإنجليزية)
- كامارو عثمان على موقع Tapology.com (الإنجليزية)
- كامارو عثمان على موقع قاعدة بيانات المصارعة الدولية (الإنجليزية)